# نووا وس (ناحیه برنو-تسوونتری)
نووا وس (ناحیه برنو-تسوونتری) (به چکی: Nová Ves) یک منطقهٔ مسکونی در جمهوری چک است که در ناحیه برنو-تسوونتری واقع شده‌است. نووا وس ۱۱٫۵۴ کیلومتر مربع مساحت و ۷۵۳ نفر جمعیت دارد و ۲۷۸ متر بالاتر از سطح دریا واقع شده‌است.